# Иштафайна
Иштафайна (араб. إشتفينا‎) — деревня на северо-западе Иордании, расположенная на территории мухафазы Аджлун. Входит в состав района Аджлун.

## Географическое положение
Деревня находится в северной части мухафазы, в гористой местности, к востоку от реки Иордан, на расстоянии приблизительно 34 километров (по прямой) к северо-западу от столицы страны Аммана. Абсолютная высота — 1034 метра над уровнем моря.

## Население
По данным официальной переписи 2015 года численность население составляла 678 человек (353 мужчины и 325 женщин). В деревне насчитывалось 130 домохозяйств.
Динамика численности населения Иштафайны по годам:
| 1994 | 2015 |
| ---- | ---- |
| 453  | 678  |

## Транспорт
Ближайший аэропорт расположен в городе Амман.